# 마스터셰프 주니어
《마스터셰프 주니어》는 미국 FOX에서 2013년부터 방영된 어린이들을 대상으로 한 서바이벌 프로그램이다.

## 심사위원
- 고든 램지 (시즌1~6)
- 그래이엄 엘리엇 (시즌1~4)
- 조 배스티아니치 (시즌1~3, 6)
- 크리스티나 토시 (시즌4~6)
- 게스트 저지 (시즌5)

## 우승자
- 시즌1 : 알렉산더 와이스
- 시즌2 : 로건 굴레프
- 시즌3 : 네이슨 오덤
- 시즌4 : 에디슨 오스타 스미스
- 시즌5 : 재스민 스튜어트
- 시즌6 : 베니 퀴아칼라

## 같이 보기
- 마스터셰프 US